# Julius Martialis
Julius Martialis († 8 april 217) was de moordenaar van keizer Caracalla.
Bij de aanslag waren drie mannen betrokken: de evocatus Julius Martialis, die als gevolg van een demotie de keizer haatte, en twee pretoriaanse tribunen. Tijdens de Romeins-Parthische oorlog (216-217) wilde de keizer, op de weg van Edessa naar Carrhae, het beroemde heiligdom van de maangod Sin bezoeken. Toen Caracalla onderweg van zijn paard stapte om zijn behoeften te doen, benaderde Martialis hem, schijnbaar om iets tegen hem te zeggen. In plaats daarvan gaf hij hem een dolkstoot in de rug. Een Scythische lijfwacht van Caracalla doodde de vluchtende moordenaar met zijn lans. De twee pretoriaanse tribunen spoedden zich naar de keizer, alsof zij hem wilden helpen, en maakten de moord af. Met Caracalla stierf de Severische dynastie in mannelijke lijn uit.